# Palatium (Posen)

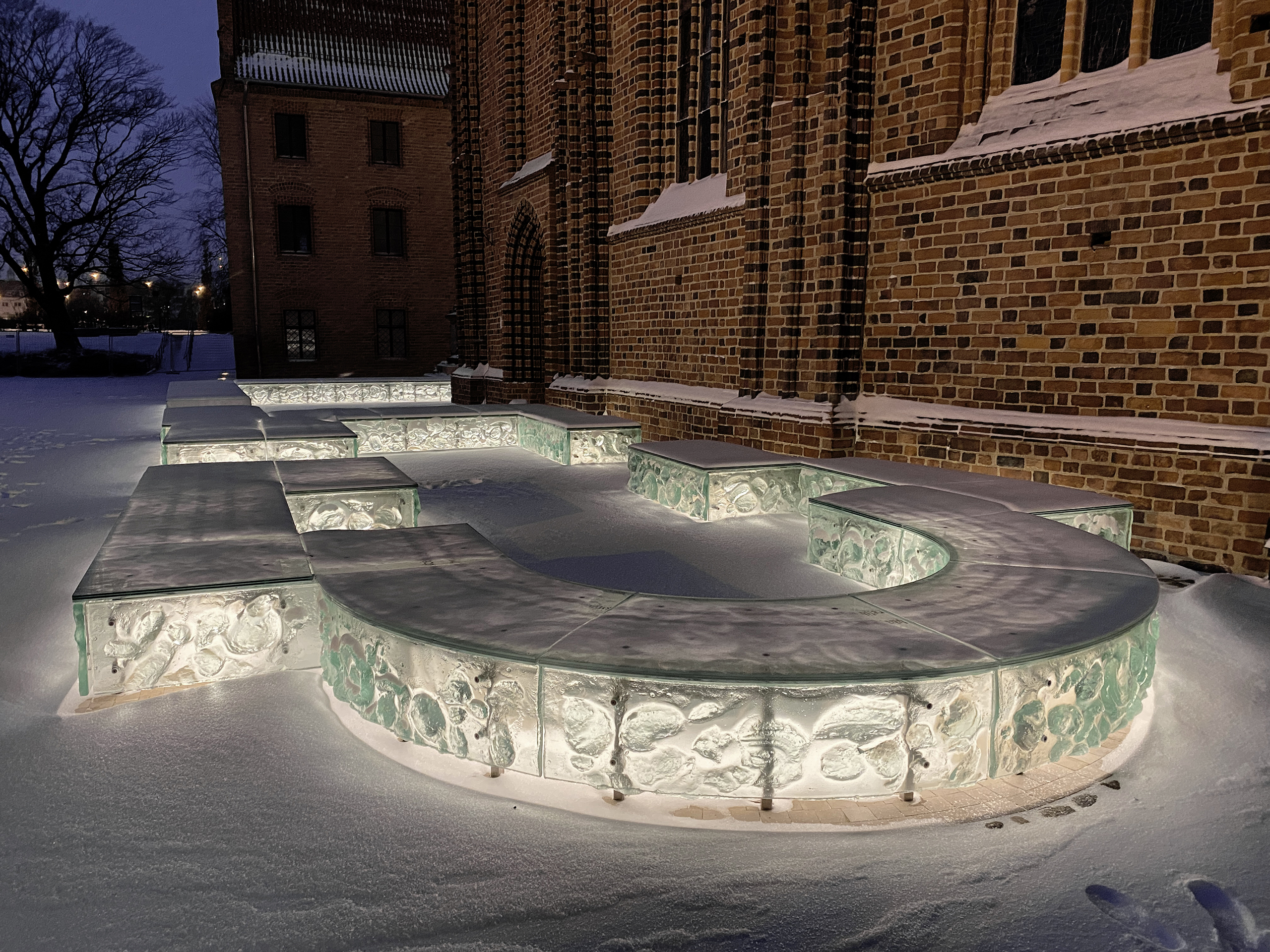
Rekonstruktion der Umrisse

Das Palatium der frühen Piasten in Posen war seit der ersten Hälfte des 10. Jahrhunderts eine Residenz der Herzöge und später Könige von Polen.

## Geschichte
Das Palatium wurde auf der Dominsel auf der Warthe aus Stein gebaut, womit es eines der ersten Steingebäude auf dem Gebiet des heutigen Polens war, möglicherweise sogar das Erste. Es wurde für Mieszko I. als Residenz errichtet, möglicherweise wurde es bereits von seinen Vorfahren begonnen. Die Steinbauweise ist aus dem Ostfrankenreich nach Polen gekommen. Es ist daher davon auszugehen, dass die Baumeister Deutsche waren. Es bestand aus Wohnräumen, einem Repräsentationssaal sowie einer Kapelle, wobei die Kapelle erst nach der Annahme des Christentums durch Mieszko I. im Jahr 966 entstanden sein kann. Am Palatium befand sich eine Goldschmiedewerkstatt. Das Palatium wurde 1039 beim Einfall des böhmischen Herzogs Břetislav I. zerstört. Kasimir I. Karl verlegte 1040 den Herrschaftssitz nach Krakau und das Palatium wurde im Gegensatz zum Posener Dom zunächst nicht wieder aufgebaut. Die Kapelle wurde von Kasimirs Ehefrau Maria Dobroniega restauriert, später auch das Palatium. Ab 1138 diente das Palatium als Regierungssitz der Großpolnischen Linie der Piasten bis ins 13. Jahrhundert, als Przemysł I. ins Posener Schloss in der Altstadt umzog und die Dominsel an die Posener Bischöfe fiel. Diese ließen das Palatium abtragen und bauten die Kapelle im gotischen Stil aus. Ein großer Teil des ehemaligen Palatium befindet sich heute unter der Marienkirche, die aus der Kapelle hervorgegangen ist. An ihrer Seite wurde ein Umriss des Palatium rekonstruiert.